# Sudasina testudo
Sudasina testudo är en insektsart som beskrevs av William Lucas Distant 1906. Sudasina testudo ingår i släktet Sudasina och familjen sköldstritar. Inga underarter finns listade i Catalogue of Life.